# Godzimierz, Zachodniopomorskie
Godzimierz [ɡɔˈd͡ʑimjɛʂ] là một ngôi làng thuộc khu hành chính của Gmina Szczecinek, thuộc huyện Szczecinecki, Zachodniopomorskie, ở phía tây bắc Ba Lan. Nó nằm khoảng 6 kilômét (4 mi) về phía đông của Szczecinek và 149 km (93 mi) về phía đông của thủ đô khu vực Szczecin.
Trước năm 1945, khu vực này là một phần của Đức. Đối với lịch sử của khu vực, xem Lịch sử của Pomerania.
Ngôi làng có dân số 250 người.